# Irozuku Sekai no Ashita kara
Irozuku Sekai no Ashita kara (色づく世界の明日から?), también conocida como Iroduku: El mundo en colores, es una serie de anime de 13 episodios producida por el estudio P.A. Works. Se emitió desde el 6 de octubre hasta el 29 de diciembre de 2018 en el bloque Animeism.

## Sinopsis
En 2078, Hitomi Tsukishiro es una adolescente de una familia de brujas que perdió su sentido del color al perder a las personas que atesoraba. Como ya no quiere ver sufrir a su nieta, la abuela de Hitomi, Kohaku Tsukishiro, la envía 60 años al pasado a 2018 para encontrarse con su yo de 17 años. 

## Personajes
Hitomi Tsukishiro (月白 瞳美 Tsukishiro Hitomi?)
 Seiyū: Kaori Ishihara
Kohaku Tsukishiro (月白 琥珀 Tsukishiro Kohaku?)
 Seiyū: Kaede Hondo
Chigusa Fukazawa (深澤 千草 Fukazawa Chigusa)
 Seiyū: Ayumu Murase
Asagi Kazano (風野あさぎ Kazeno Asagi)
 Seiyū: Kana Ichinose
Shou Yamabuki (山吹 将 Yamabuki Shō)
 Seiyū: Seiji Maeda
Kurumi Kawai (川合 胡桃 Kawai Kurumi)
 Seiyū: Nao Tōyama
Yuito Aoi (葵 唯翔 Aoi Yuito?)
 Seiyū: Shōya Chiba

## Producción
La serie de anime está animada por el estudio P.A. Works, dirigida por Toshiya Shinohara, escrita por Yūko Kakihara, con diseños de personajes de Fly. Yuki Akiyama se desempeña como director de animación en jefe y adapta los diseños de personajes para la animación. Kurumi Suzuki es el director de arte de la serie, y Junichi Higashi es el supervisor de arte. Tomo Namiki y Yoshimitsu Tomita son los directores de fotografía. Naomi Nakano es el diseñador de color, Tachi Kiritani es el director de CG y Yō Yamada es el director de sonido. Infinite sirve como productor para el proyecto. La música de la serie está compuesta por Yoshiaki Dewa. El anime se emitió del 6 de octubre al 29 de diciembre de 2018 y se transmitió en el bloque de programación Animeism en MBS, TBS, BS-TBS, AT-X, TUT y ATV. Se transmite exclusivamente en Amazon Video en todo el mundo, excepto en China. El tema de apertura es "17-sai" (17才 Jū-nana-sai?) de Haruka to Miyuki, y el tema de cierre es "Mimei no Kimi to Hakumei no Mahō" (未明の君と薄明の魔法?) de Nagi Yanagi.
En agosto de 2021, Sentai Filmworks anunció la adquisición de la serie para video doméstico y lanzamiento digital en América del Norte. El doblaje en inglés se estrenó en Hidive el 19 de junio de 2022.

### Lista de episodios
| N.º | Título | Estreno                 |
| --- | --- | ----------------------- |
| 1   | «Donde Perteneces» «Kimi no Ikubeki Tokoro» (キミノイクベキトコロ)                                          | 6 de octubre de 2018    |
| 2   | «No soporto la magia» «Mahō Nante Daikirai» (魔法なんて大キライ)                                            | 13 de octubre de 2018   |
| 3   | «Sin lluvia, sin arcoíris» «No Rain, No 2018»                                                               | 20 de octubre de 2019   |
| 4   | «¡Deja de decirme "abuelita"!» «Obaachan wa Yamete!» (おばあちゃんはヤメテ!)                                | 27 de octubre de 2018   |
| 5   | «Una receta modesta» «Sasayaka na Reshipi» (ささやかなレシピ)                                               | 3 de noviembre de 2018  |
| 6   | «Pez dorado» «金色のサカナ» (Kin'iro no Sakana)                                                             | 10 de noviembre de 2018 |
| 7   | «La carga de Venus» «Vīnasu no Omoni» (ヴィーナスの重荷)                                                    | 17 de noviembre de 2018 |
| 8   | «Fragmentos frágiles» «Hokorobi no Kakera» (ほころびのカケラ)                                               | 24 de noviembre de 2018 |
| 9   | «Palabras errantes» «Samayō Kotoba» (さまよう言葉)                                                          | 1 de diciembre de 2018  |
| 10  | «Lápiz monocromático» «Monokuro no Kureyon» (モノクロのクレヨン)                                            | 8 de diciembre de 2018  |
| 11  | «La luna menguante» «Kaketeiku Tsuki» (欠けていく月)                                                        | 15 de diciembre de 2018 |
| 12  | «En este día brillante y resplandeciente» «Hikaru Hikaru Kono Ichinichi ga Hikaru» (光る光るこの一日が光る) | 22 de diciembre de 2018 |
| 13  | «El mundo en colores» «Irozuku sekai no ashita kara» (色づく世界の明日から)                                 | 29 de diciembre de 2018 |